# 维利·勒辛赫
维利·勒辛赫（荷蘭語：Willy Rösingh，1900年12月2日—1976年6月5日），荷兰男子赛艇运动员。他曾代表荷兰参加1924年夏季奥林匹克运动会赛艇比赛，获得男子双人单桨无舵手金牌。